# Combate de Linares
El Combate de Linares fue un enfrentamiento militar desarrollado el 6 o 7 de abril de 1813, entre las fuerzas patriotas y realistas, en el contexto de la Guerra de Independencia de Chile. Tuvo como resultado el triunfo de las tropas patriotas.

## Antecedentes
Antes de que fueran tomadas Talcahuano y Concepción, el tesorero interino patriota, José Jiménez Tendillo, fue enviado con el tesoro de la intendencia de Concepción a Santiago de Chile, unos 36.000 pesos, con algunos de los patriotas locales más acérrimos. Se les unieron como escoltas el capellán de los Dragones de la Frontera y miembro de la junta valdiviana, Pedro José Eleícegui, con seis  a ocho dragones, aunque otras fuentes los elevan a 14 dragones, un tambor, 14 oficiales y cuatro religiosos. Poco después de la ocupación, el brigadier realista Antonio Pareja envió al capitán Melchor Carvajal con 30 dragones para capturar a Jiménez Tendillo y recuperar el dinero.
A las 18:00 horas del 31 de marzo de 1813, un dragón llegó a Santiago para entregar a José Miguel Carrera un mensaje del gobernador e intendente de Concepción, coronel José Pedro Benavente Roa, con las noticias del desembarco monárquico. El hecho causó alarma, pues se asumió la pérdida de Concepción y casi todas las tropas de línea que había en la Capitanía General de Chile. De inmediato, se dejaron atrás las rencillas internas. Carrera, por ser el único militar con experiencia, fue ascendido a brigadier y nombrado general del Ejército de la Frontera (luego Ejército Restaurador de los Derechos de la Patria). Se declaró la guerra al Virreinato del Perú, se ordenó al gobernador de Valparaíso embargar los barcos peruanos, se publicaron bandos declarando la pena de muerte a todo quien se opusiera a los mandatos del gobierno, se hicieron listas de realistas para desterrarlos o imponerles un empréstito forzoso de 260.000 pesos (luego 400.000) y el Senado cedió sus poderes a una Junta de Gobierno, en la que Juan José Carrera reemplazó a su hermano.
El 1 de abril, después de ordenar reunir más milicias, José Miguel Carrea marchó a Talca acompañado del cónsul estadounidense Joel Roberts Poinsett, de algunos oficiales y 14 húsares de la Gran Guardia mandados por el capitán Diego José Benavente. Por donde pasaba, repetía las ordenanzas hechas en la capital y se le sumaban los refugiados venidos del sur. El 4 de abril, se unió Jiménez Tendillo con el tesoro, sus acompañantes y las noticias de la rendición de Concepción. La tarde del 5 de abril se plegó el teniente coronel Bernardo O'Higgins con noticias sobre los movimientos enemigos. Le contó a Carrera que el destacamento de Carvajal había cruzado el río Itata y que él mismo fue perseguido por un piquete que estaba en Linares. Propuso atacar por sorpresa a la avanzadilla. Carrera se mostró inseguro, pues ponía en riesgo a parte importante de los pocos soldados de línea que tenía, sin embargo, el cónsul Poinsett le convenció de aprobarlo. A las 20:00 horas, Carrera llegó a Talca con cerca de 50 acompañantes, siendo recibido con frialdad por unos vecinos que consideraban su causa como condenada al fracaso.

## Combate
Esa noche, se apartaron nueve húsares, 13 dragones (armados con solo cinco fusiles con bayonetas), 36 a 66 milicianos de Talca (la mayoría con lanzas y algunos con pistolas cedidas por Carrera y Poinsett) y los tenientes coroneles de milicias Pedro Ramón Arriagada y Manuel Serrano; capitán de la Gran Guardia Bartolomé Araos, teniente de Asamblea Lucas Melo y los oficiales de milicias, capitán Pedro Barrenechea, teniente José María Manterola y cadete Francisco Javier Molina; algunos de ellos habían huido desde Concepción.
En tanto, Melchor Carvajal se desplazó a Coelemu para reclutar milicianos de Quirihue que se sumarían a los hombres del subdelegado del Itata, Francisco González Palma. El grupo fue bautizado como Húsares de Abascal. Luego, el propio Carvajal envió al sargento Juan Félix Arriagada, seis soldados y 600 pesos a Quirihue para comprar caballos, mientras enviaba al subteniente José María Rivera con 20 dragones a Jiménez Tendillo. Sin embargo, Arriagada fue capturado por el subdelegado local, Raimundo Prado, y el coronel del regimiento de milicias, Antonio Merino, y trasladaron a sus hombres a Talca para unirse a José Miguel Carrera.
Según el historiador chileno Diego Barros Arana, a la medianoche del 6 de abril, O'Higgins salió de Talca, para atravesar el río Maule por el vado de Bobadilla a las 01:30 horas. Al amanecer estaba cerca de Linares, donde se enteró de que el subteniente Rivera estaba en la Plaza de Armas de Linares con 22 dragones y apertrechado por armas y caballería. En cambio, su colega y compatriota, Marco Octavio Benavente Ormeño, afirma que el combate fue a las 09:00 del 7 de abril, cuando casi 100 jinetes patriotas atacaron a toda velocidad. O'Higgins dividió a sus hombres en tres pelotones con la vanguardia al mando del teniente Lucas Merino y dos cuerpos detrás. Merino intimó a Rivera cuando salía de una casa a montar su caballo y lo capturó. Los dragones realistas, viéndose rodeados, y sin saber el número o tipo de armamentos de sus enemigos, se rindieron. El teniente coronel los hizo enviar a Talca bien escoltados y se quedó con sus armas. El capitán Barrenechea les repartió algunas monedas y empezaron a cantar vivas a la patria. No hubo muertos ese día.

## Consecuencias
Al día siguiente, O'Higgins marchó a Linares, donde reunió a las milicias locales con la ayuda del comandante Santiago Arriagada hasta sumar una fuerza de 200 hombres. Arriagada se llevó a Talca un regimiento de 800 lanceros y “cuchilleros” junto con 400 infantes del capitán Urrea.
Los patriotas ordenaron retirar los caballos, mulas y bueyes al norte del Maule si sus fuerzas no eran suficientes para rechazar a las avanzadillas enemigas. Se envió a Cauquenes al ayudante mayor del regimiento Lautaro, Juan Felipe Cárdenas, al subdelegado Juan de Dios Puga y al teniente coronel de milicias, Fernando de la Vega, para reunir milicianos en la zona. Los alféreces Jerónimo Villalobos y José Ignacio Manzano se llevaron 5.000 vacas, caballos, mulas y ovejas al norte del Maule. A Nueva Bilbao se envió al teniente Francisco Barrios a organizar embarcaciones para cruzar el río. Por último, el capitán Diego José Benavente organizaba 200 milicianos de los regimientos San Fernando, Rancagua, Curicó y Talca en dos escuadrones de la Guardia General.